# Kunstmuseum Bonn
Le Kunstmuseum Bonn fait partie de la Museumsmeile (appelé en français : boulevard des Musées) de Bonn et expose depuis 1992 principalement des œuvres de la période d'après 1945. Le musée est situé au numéro 2 de la Friedrich-Ebert-Allee à Bonn. Il a trois entrées et comprend une surface d'exposition de 4 700 m2.

## Architecture
Le bâtiment était dessiné par plusieurs architectes du "BJSS-Architekten" comme Dietrich Bangert, Bernd Jansen, Stefan Scholz & Axel Schultes entre 1985 à 1993.

## La collection

### Les expressionnistes rhénans et l'art après 1945
La collection du musée comprend deux volets importants, l'expressionnisme rhénan et l'art d'après la Seconde Guerre mondiale, avec principalement des œuvres des années soixante, septante, quatre-vingts et début des années 90. L'accent est mis sur les artistes allemands tels que Georg Baselitz, Joseph Beuys, Hanne Darboven, Anselm Kiefer, Blinky Palermo et Wolf Vostell, sans toutefois exclure des œuvres d'artistes étrangers tels que le peintre français Robert Delaunay dans la section d'August Macke et l'artiste conceptuel anglais Richard Long. Les œuvres des artistes allemands comme Blinky Palermo ou Joseph Beuys sont exposées en combinaison avec les artistes d'avant-garde Lucio Fontana, Jannis Kounellis et Gerhard Merz (de).

### Collection d'art graphique et de vidéo
L'objectif du musée est étendu avec une collection « Œuvres sur papier ». À cette collection appartiennent entre autres les Multiples de Joseph Beuys (de), les illustrations de livres de Max Ernst ainsi que les œuvres graphiques issues de la collection Bolliger.
En outre, la collection d'art vidéo léguée par Ingrid Oppenheim fait également partie de la collection du musée.

### Galerie photo de la collectionAugust Mackeprésente au musée

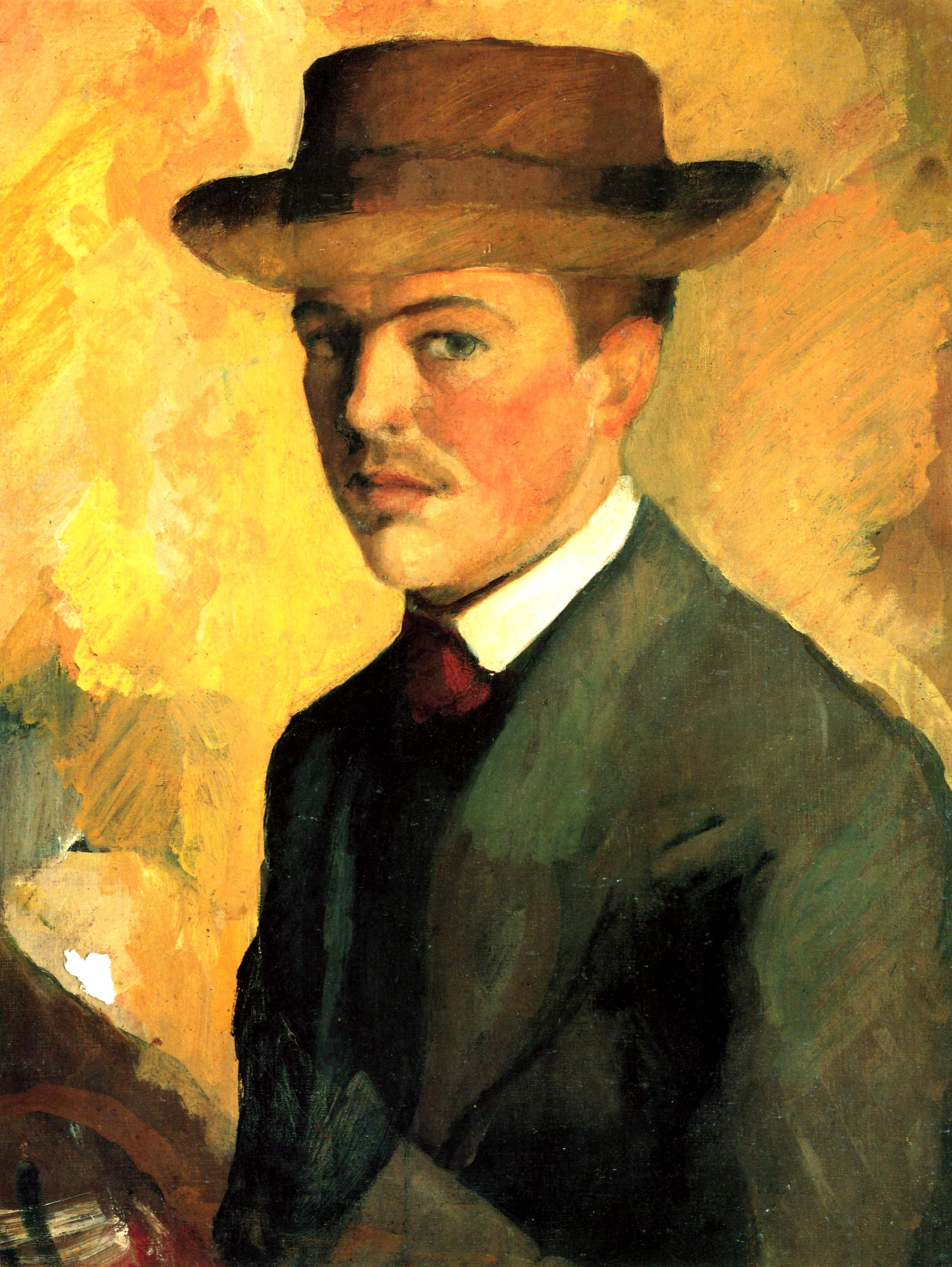
Selbstportrait mit Hut (1909)
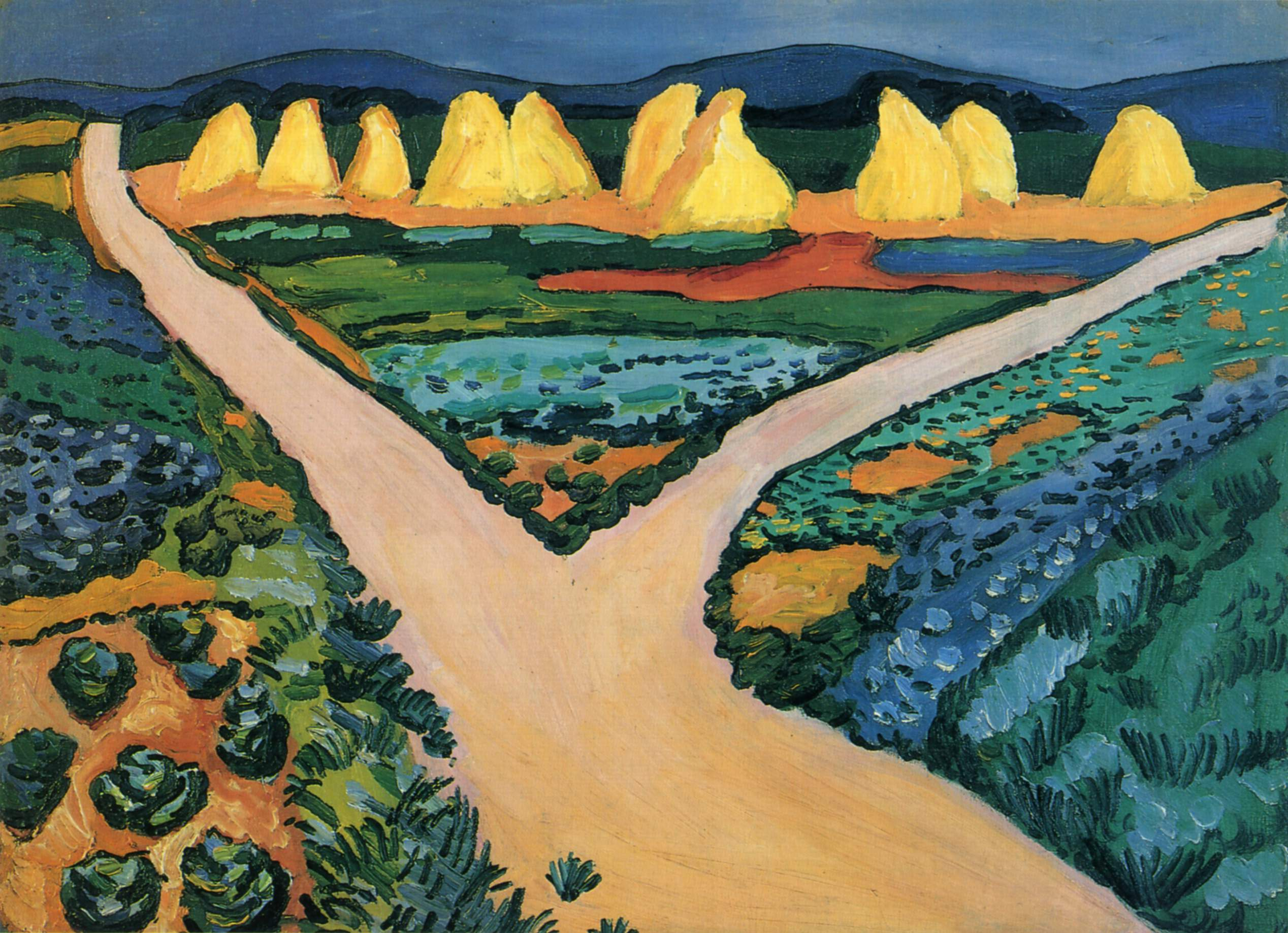
Champs potagers (1911)
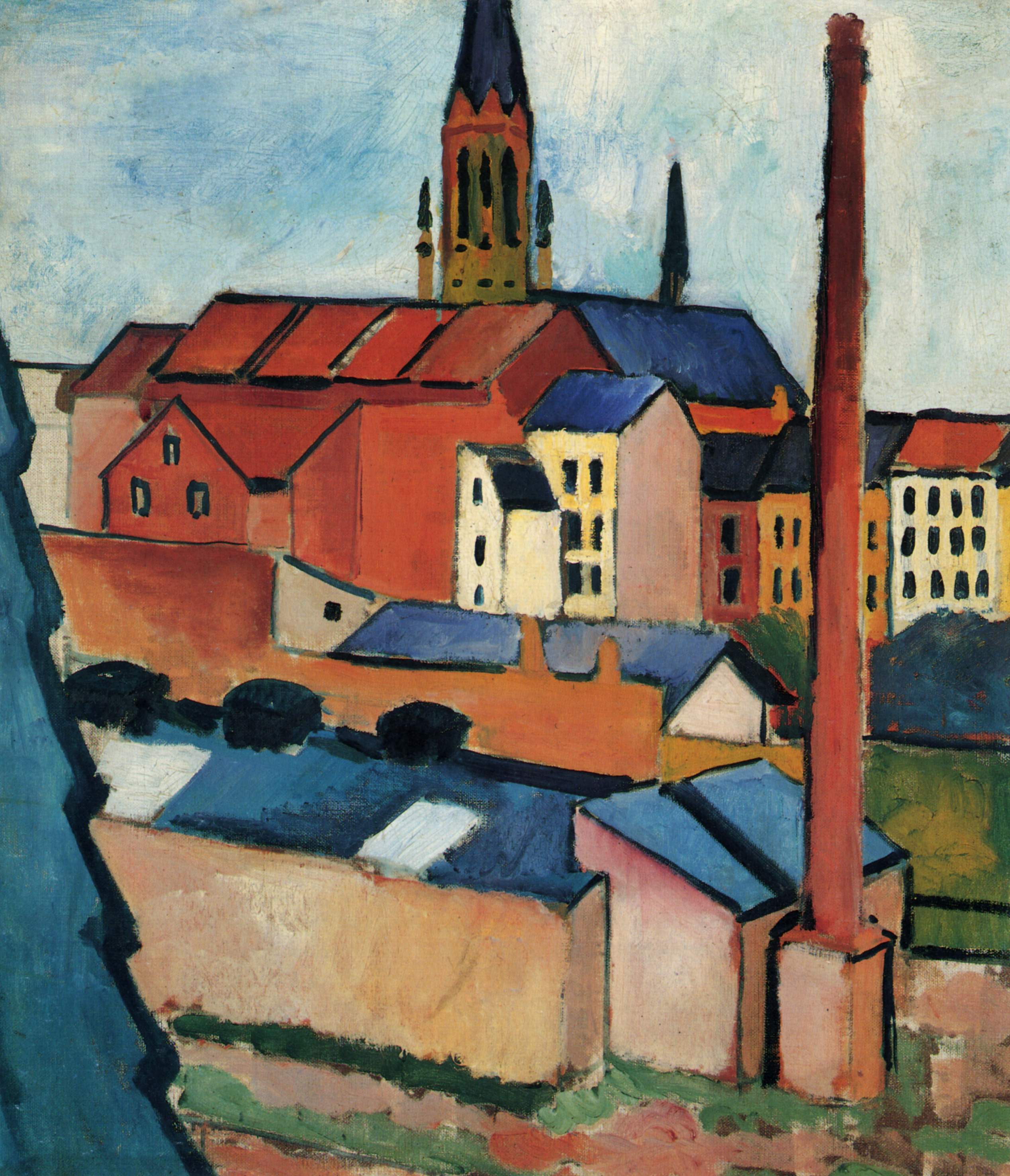
Marienkirche mit Häusern und Schornstein (1911)
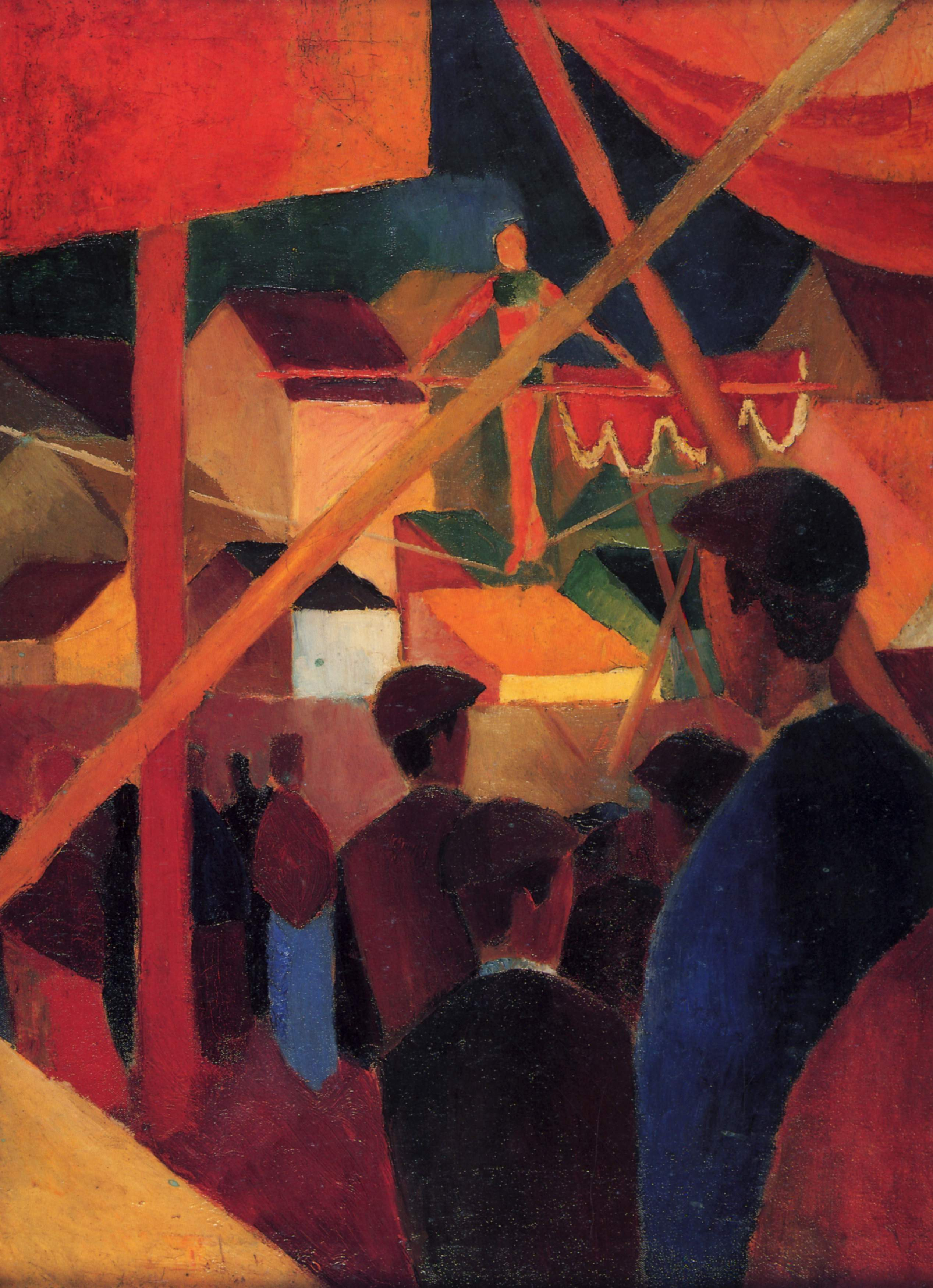
Die Seiltänzerin (1914)

### Galerie photo d'images de la collection

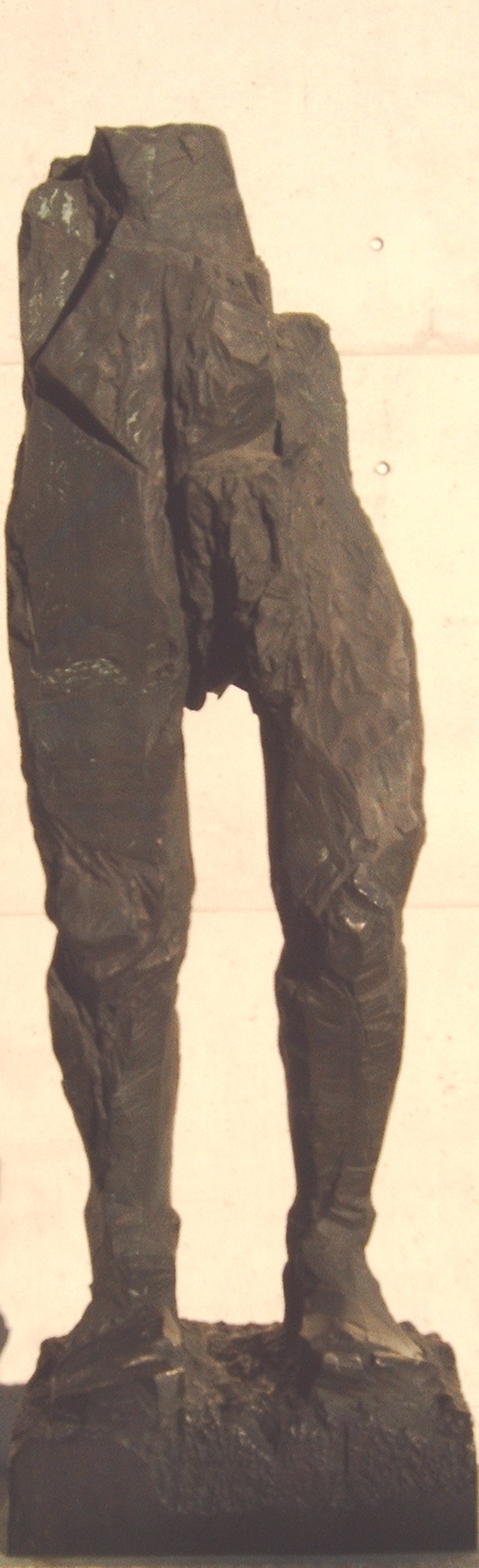
Markus Lüpertz: Spielbein/Standbein (1982)
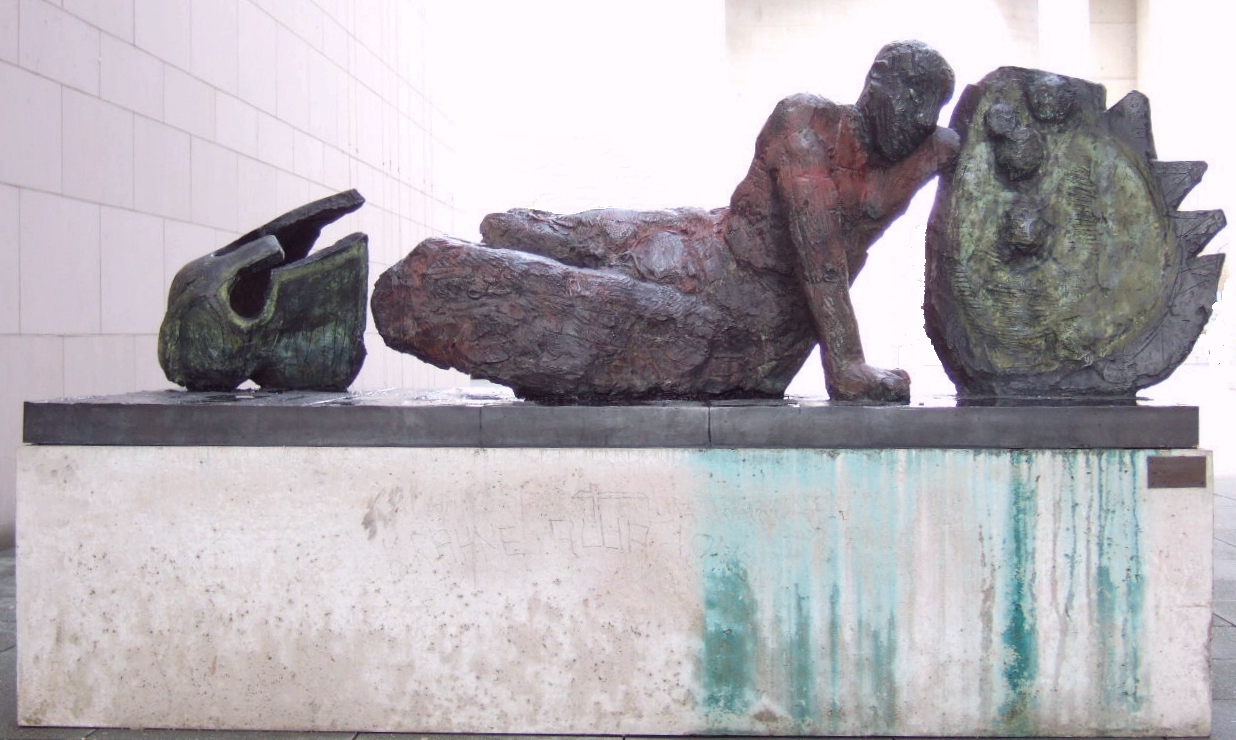
Markus Lüpertz: Der Krieger (1993)
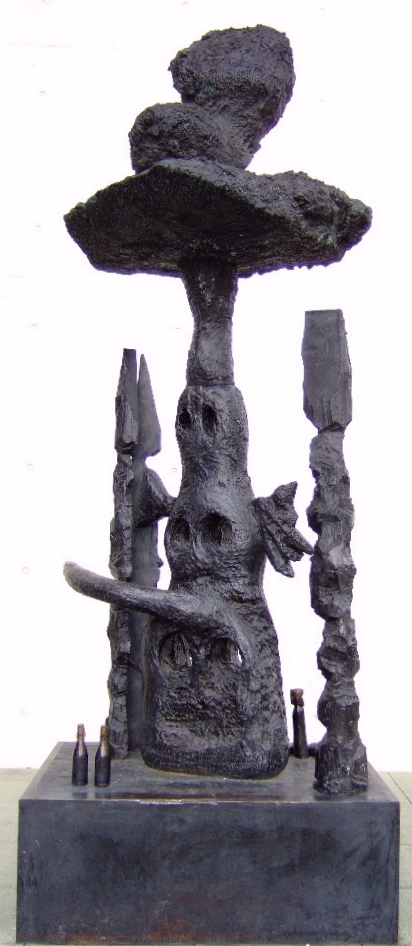
A. R. Penck: Future of the soldiers (1995)
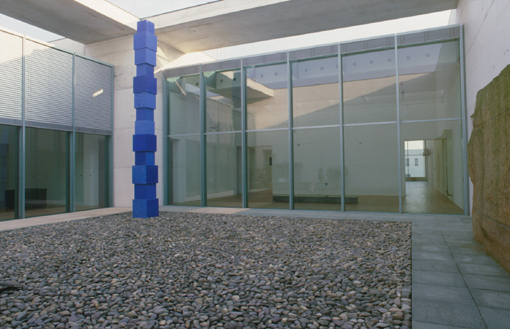
Jürgen Partenheimer, "Weltachse"

## Réorientation
En 2004, le musée a dû céder à peu près 400 œuvres qui étaient données en prêt depuis 1972 par le collectionneur privé Grothe.
En 2007, une réorientation a dû être trouvée pour la collection permanente. La raison en était une rupture d'avec le couple Ströher, qui avait racheté la collection Grothe en 2005 pour 50 millions d'euros. Jusqu'à ce moment la collection était visible au Kunstmuseum de Bonn. À cette collection appartenaient entre autres :Entartete Kunst de Sigmar Polke et Assisi-Zyklus de Gotthard Graubner, ainsi que des sculptures de Lüpertz en Penck situées à l'extérieur du musée, qui disparaîtront prochainement.
L'espace ainsi libéré a accueilli des œuvres de jeunes artistes allemands tels que Thomas Rentmeister, Stefan Eberstadt, Cornel Wachter et Dunja Evers. Le conservateur du musée, Dieter Ronte a déclaré que le musée serait plus jeune, plus passionnant et plus flexible.

## Source de la traduction
- (nl) Cet article est partiellement ou en totalité issu de l’article de Wikipédia en néerlandais intitulé « Kunstmuseum Bonn » (voir la liste des auteurs).